# 京九街道
京九街道，是中华人民共和国安徽省阜阳市颍州区下辖的一个乡镇级行政单位。

## 行政区划
京九街道下辖以下地区：
七里铺社区、桥口社区、陈庄社区、南三角社区、邢集社区、新阳社区、申寨社区、黄庄社区、张桥社区、田庄社区、十八里铺村、卞寨村、穆庄村、腰庄村、洪郢村、岳寨村、苗庄村、肖郢村、九里村、张大郢村和唐郢村。